# Discectomia
Per discectomia s'intende l'intervento chirurgico di rimozione del disco intervertebrale o di parte di esso.

## Indicazioni all'intervento
La discectomia viene eseguita quando il disco o parte di esso si ritrova in conflitto con le strutture nervose contenute all'interno del canale spinale ossia le radici nervose ed il midollo spinale. Il caso emblematico nel quale può essere indicata la discectomia è l'ernia del disco intervertebrale ossia una condizione nella quale il normale contenuto dell'anulus fibroso venga in conflitto con le strutture nervose causando disturbi di tipo dolorifico, sensitivo e/o motorio. Per quanto riguarda l'ernia del disco in un primo momento è sempre preferito un approccio conservativo in quanto il nucleo polposo, una volta estruso, si disidrata causando la scomparsa della sintomatologia dolorosa.

## Tecniche
La discectomia può essere eseguita con tecniche definite "open" che prevedono l'esposizione relativamente estesa del piano intervertebrale o con tecniche mini-invasive e percutanee con l'aiuto della tecnologia laser.

### Tecnica open
In base alla sede ed ai motivi che conducono alla discectomia, l'approccio al rachide può essere eseguito per via anteriore o posteriore. In particolare riferimento all'ernia del disco trattata con tecnica open si ha, nella stragrande maggioranza dei casi, una diversificazione nella scelta chirurgica in base alla localizzazione cervicale o lombo-sacrale dell'ernia.
Per quanto riguarda la chirurgia open, per ernie cervicali è preferito un approccio anteriore in ragione della facilità di accesso ai segmenti ossei ed al rispetto anatomico delle strutture osteo-legamentose della porzione posteriore del rachide adibite alla stabilità ed alla mobilità della colonna dorsale. Per quanto riguarda le ernie della regione lombosacrale è spesso preferito un approccio posteriore che può richiedere talvolta il sacrificio degli elementi osteo-articolari o parte di essi. In entrambi i casi non sempre la discectomia è in grado da sola di risolvere il problema compressivo e può pertanto essere posta l'indicazione per un intervento decompressivo più esteso con necessario maggiore sacrificio dell'integrità anatomica. In entrambe le situazioni l'intervento richiede l'utilizzo del microscopio intraoperatorio.
Contestualmente alla discectomia, per ristabilire la normale stabilità del rachide, si può rendere necessario il posizionamento di gabbie metalliche od innesti ossei tra i due corpi vertebrali privati del disco per favorire la fusione ossea tra i segmenti. In caso la colonna venga reputata instabile è possibile ovviare alla problematica tramite la fusione vertebrale con il posizionamento di viti e barre e, nei casi di approcci anteriori, con placche metalliche direttamente installate sulle superfici ossee tramite viti.
Negli ultimi anni si sono resi disponibili in commercio dei dispositivi protesici in grado di sopperire al movimento, quasi naturale, del segmento vertebrale privato del disco. La discectomia è infatti una procedura cui ottimisticamente segue la fusione ossea dei due segmenti coinvolti con ovvia limitazione della mobilità nel segmento interessato.

### Tecniche mininvasive
Le tecniche mininvasive nascono in risposta alla volontà di intervenire chirurgicamente nel modo più rispettoso possibile dell'anatomia normale. L'impiego di una tecnica mininvasiva consente infatti una minore degenza, una minore invasività ed una riduzione delle complicanze peri-operatorie quali quelle connesse all'anestesia generale tipica delle chirurgie maggiori.
Per eseguire la discectomia sono nate tecniche endoscopiche, coadiuvate da laser, con impiego di ozono o di radiofrequenze. Per quanto riguarda la tecnologia laser si procede inserendo una cannula entro la quale far passare il piccolo tubo che veicola la luce laser. L'ozonoterapia sfrutta una particolare proprietà del gas che facilita la distruzione del disco intervertebrale riducendone il suo effetto compressivo nei confronti delle strutture nervose. L'impiego delle radiofrequenze è invece generalmente limitato all'impiego in ernie di piccole dimensioni con un effetto compressivo modesto.